# Olověncovité
Olověncovité (Plumbaginaceae) je čeleď vyšších dvouděložných rostlin z řádu hvozdíkotvaré (Caryophyllales). Jsou to byliny i dřeviny se střídavými jednoduchými listy. Čeleď zahrnuje asi 840 druhů ve 30 rodech a je rozšířená na všech kontinentech. V České republice se vyskytuje trávnička obecná. Některé druhy zejména z rodů limonka, olověnec, trávnička a rohovec jsou pěstovány jako okrasné rostliny.

## Popis
Olověncovité jsou byliny, keře a liány se střídavými jednoduchými listy bez palistů. Některé druhy mají listy v přízemní růžici. Čepel listů je celistvá nebo laločnatá.
Květy jsou pravidelné, oboupohlavné, pětičetné, ve vrcholových hroznech, latách nebo hlávkách. Kalich je srostlý a tvoří trubku s 5 nebo 10 rýhami, často je suchý a tenkostěnný. Korunní lístky jsou volné nebo srostlé v dlouhou trubku. Tyčinek je 5 a jsou volné nebo na bázi srostlé, postavené naproti korunním lístkům. Semeník je svrchní, srostlý z 5 plodolistů, s jedinou komůrkou a 5 volnými nebo srostlými čnělkami. V každém plodolistu je jediné vajíčko. Plodem je tobolka s 5 chlopněmi nebo nažka, částečně nebo zcela obalená vytrvalým kalichem.

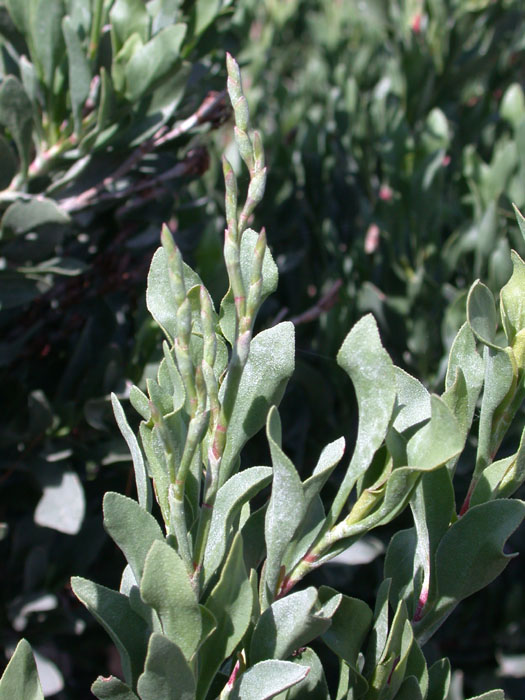
Žirovník Limoniastrum monopetalum
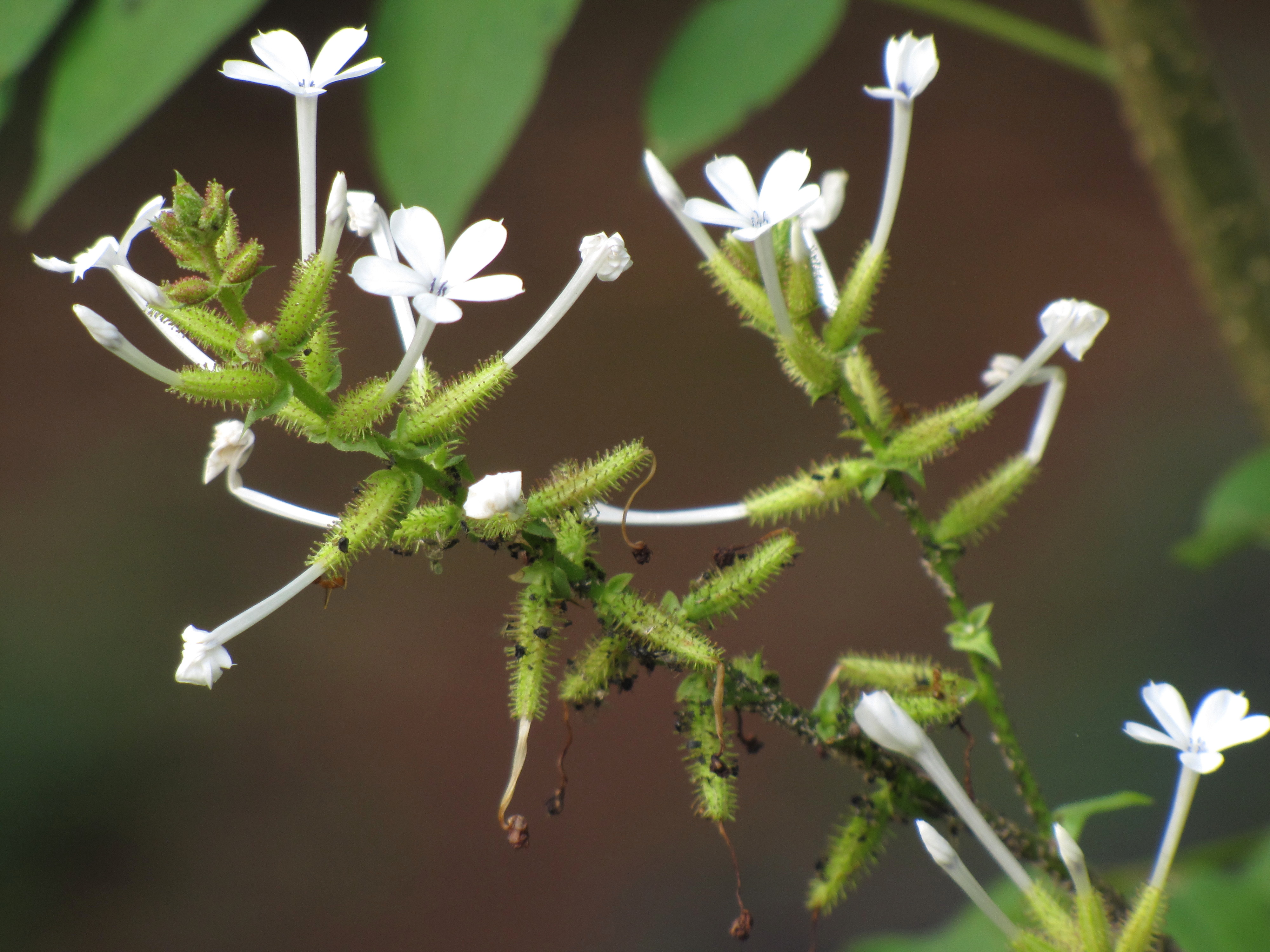
Olověnec Plumbago zeylanica
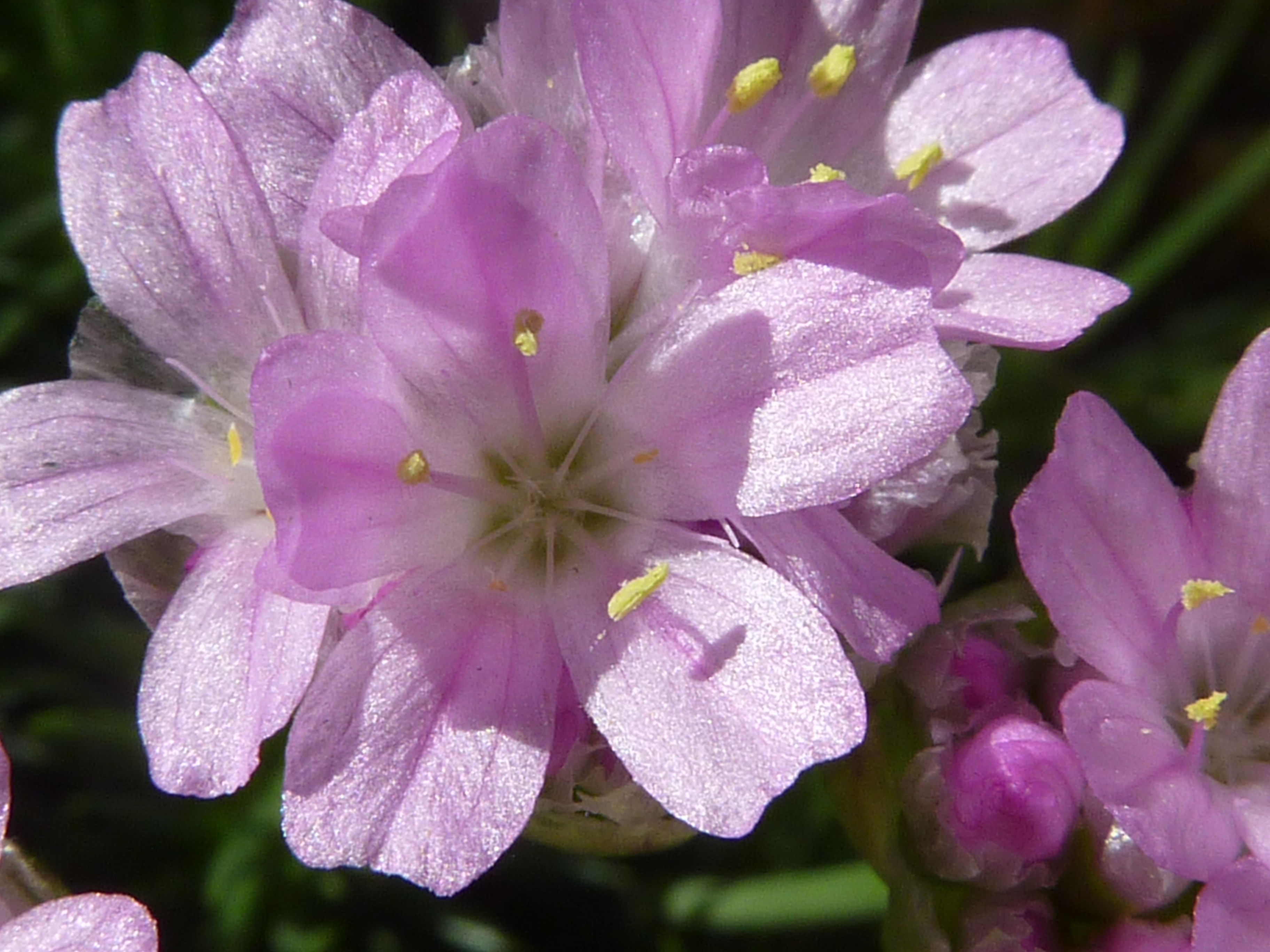
Trávnička Armeria juniperifolia
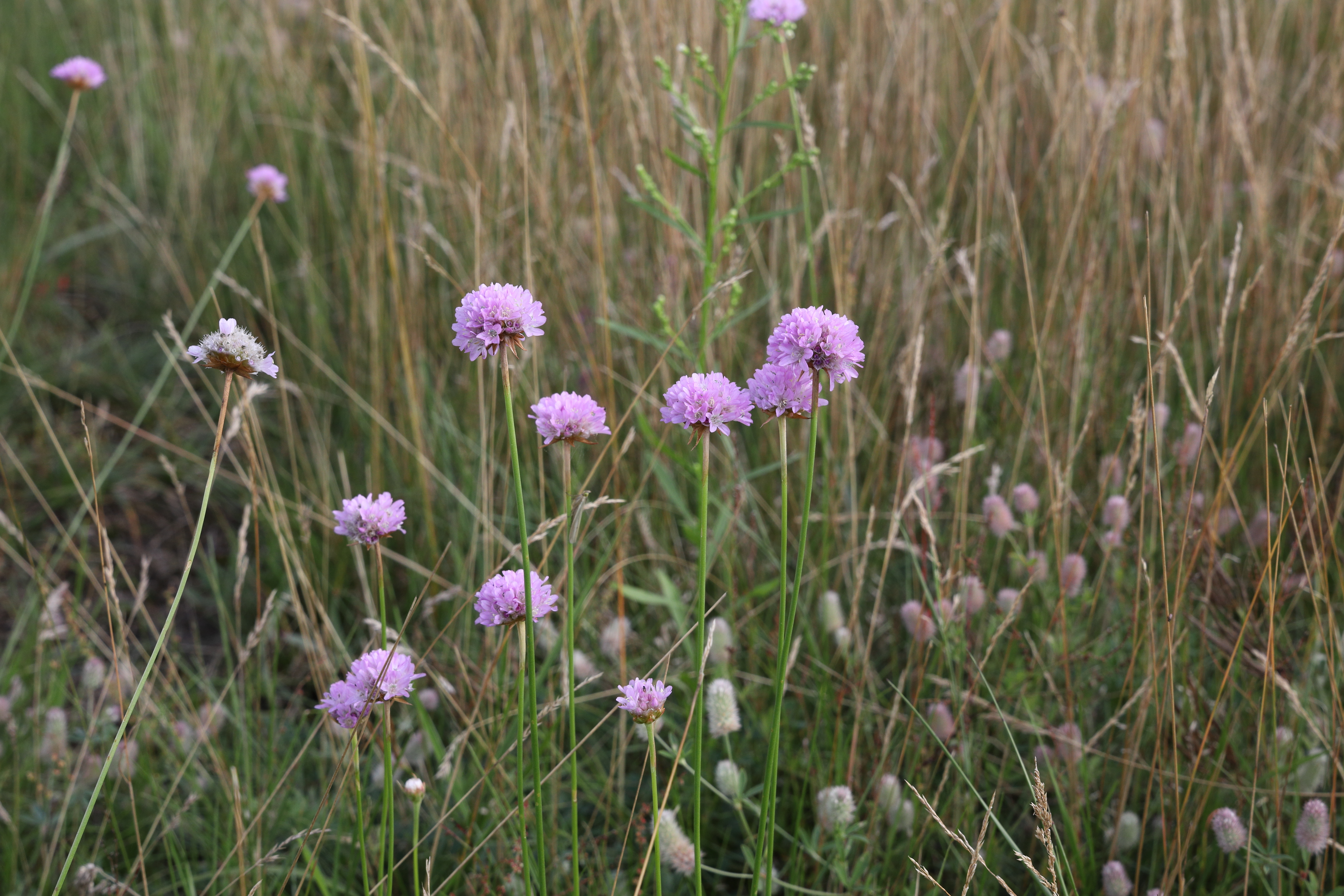
Trávnička obecná (Armeria elongata)

## Rozšíření
Olověncovité zahrnují asi 840 druhů ve 30 rodech. Největší rody jsou limonka (Limonium, 350 druhů), ježourek (Acantholimon, asi 165 druhů) a trávnička (Armeria, 90 druhů).
Olověncovité se vyskytují roztroušeně na všech kontinentech. Nejvíce druhů se vyskytuje od Středomoří po Střední Asii. Rody limonka (Limonium) a olověnec (Plumbago) se vyskytují téměř po celém světě. V květeně České republiky je čeleď zastoupena jediným původním druhem, kterým je trávnička obecná (Armeria vulgaris).
V Evropě se vyskytuje mnoho druhů limonky (Limonium), trávničky (Armeria) a rodu Goniolimon, dále převážně v jižní Evropě Acantholimon androsaceum, Ceratostigma plumbaginoides, Limoniastrum monopetalum, Plumbago europaea a v Rusku Psylliostachys spicata.

## Taxonomie
Olověncovité byly v klasické taxonomii řazeny do samostatného řádu olověncotvaré (Plumbaginales) v rámci nadřádu Plumbaginanae podtřídy Caryophyllidae (Cronquist, Tachtadžjan).
Podle kladogramů APG je nejblíže příbuznou skupinou čeleď rdesnovité (Polygonaceae).
V současné taxonomii je čeleď dělena na dvě podčeledi:
- Plumbaginoideae - 36 druhů ve 4 rodech, rod olověnec (Plumbago) je pantropický, ostatní rody se vyskytují v Africe a východní Asii
- Limonioideae - asi 800 druhů ve 23 rodech, především ve Střední Asii, také v Evropě, jižní Africe, Austrálii a Jižní Americe[2]

## Ekologické interakce
Květy olověncovitých jsou opylovány především včelami, mouchami a drobnými brouky. Většina druhů má plody s vytrvalým kalichem a listeny, šířené větrem.
Některé druhy olověncovitých jsou plně přizpůsobeny růstu na zasolených nebo suchých půdách. Mají dužnaté čárkovité listy, žlázky kterými se zbavují přebytečné soli a schopnost akumulovat chemické látky pomocí kterých udržují obsah vody v buňkách.

## Zástupci
- limonka (Limonium)
- olověnec (Plumbago)
- trávnička (Armeria)
- rohovec (Ceratostigma)
- ježourek (Acantholimon), syn. trávníčkovec
- žirovník (Limoniastrum)[5]

## Význam
Olověncovité mají význam především jako okrasné rostliny. Jako skalničky nebo zahradní trvalky se pěstují různé druhy trávničky (Armeria) a limonka (Limonium). Sušená květenství Limonium sinuatum se často používají ve vazbě. Jako hrnkové rostliny a ve sklenících se pěstují olověnec (Plumbago) a rohovec (Ceratostigma).
Z rohovce Ceratostigma willmottianum je připravována Bachova květová esence, nazývaná cerato nebo také nesprávně rožec.
Různé druhy olověnce a limonky jsou v různých částech světa používány při léčení různých nemocí. Hlavní obsahová látka, plumbagin, stimuluje centrální nervový systém a podporuje sekreci potu, moči and žluči.

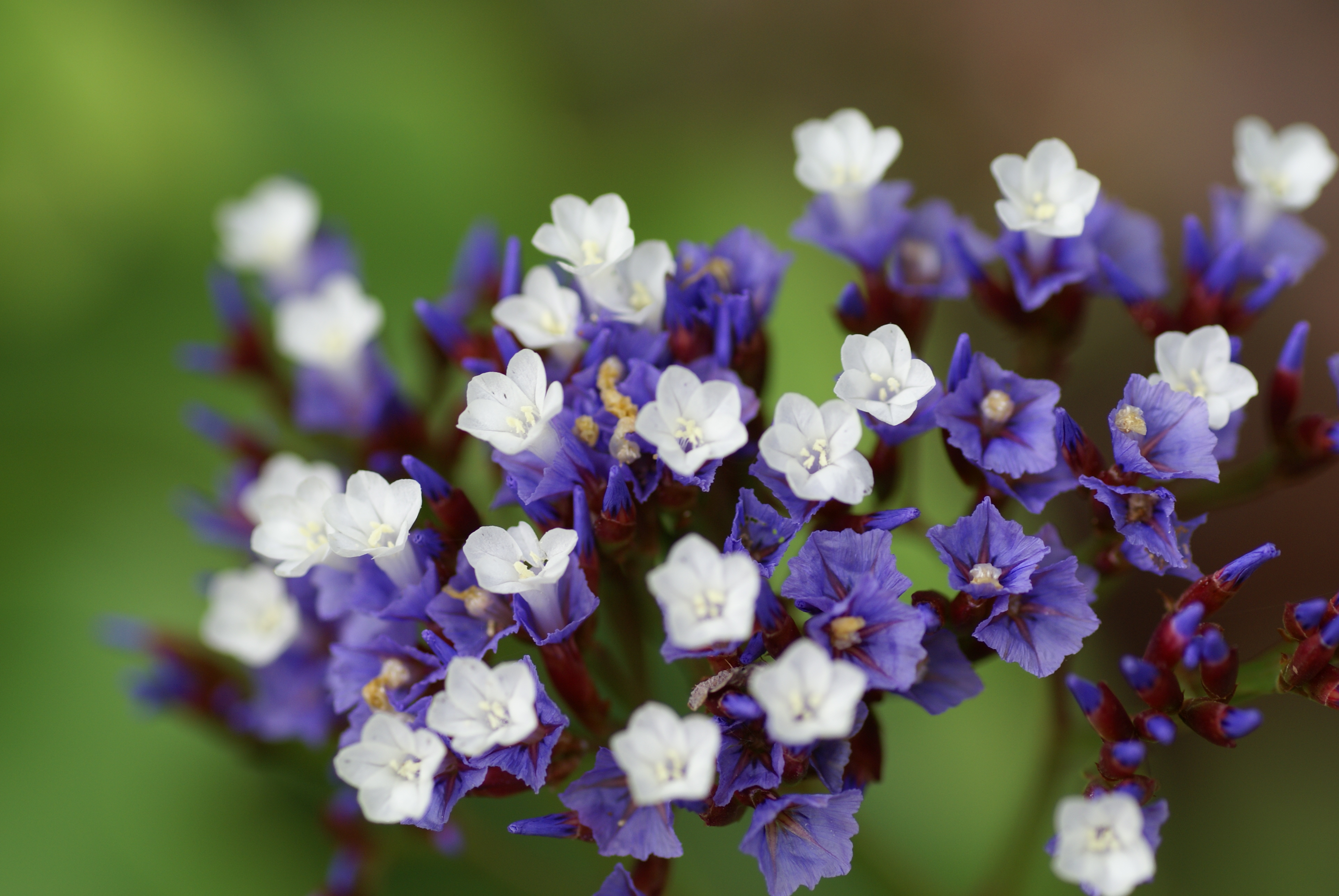
Limonka Limonium macrophyllum
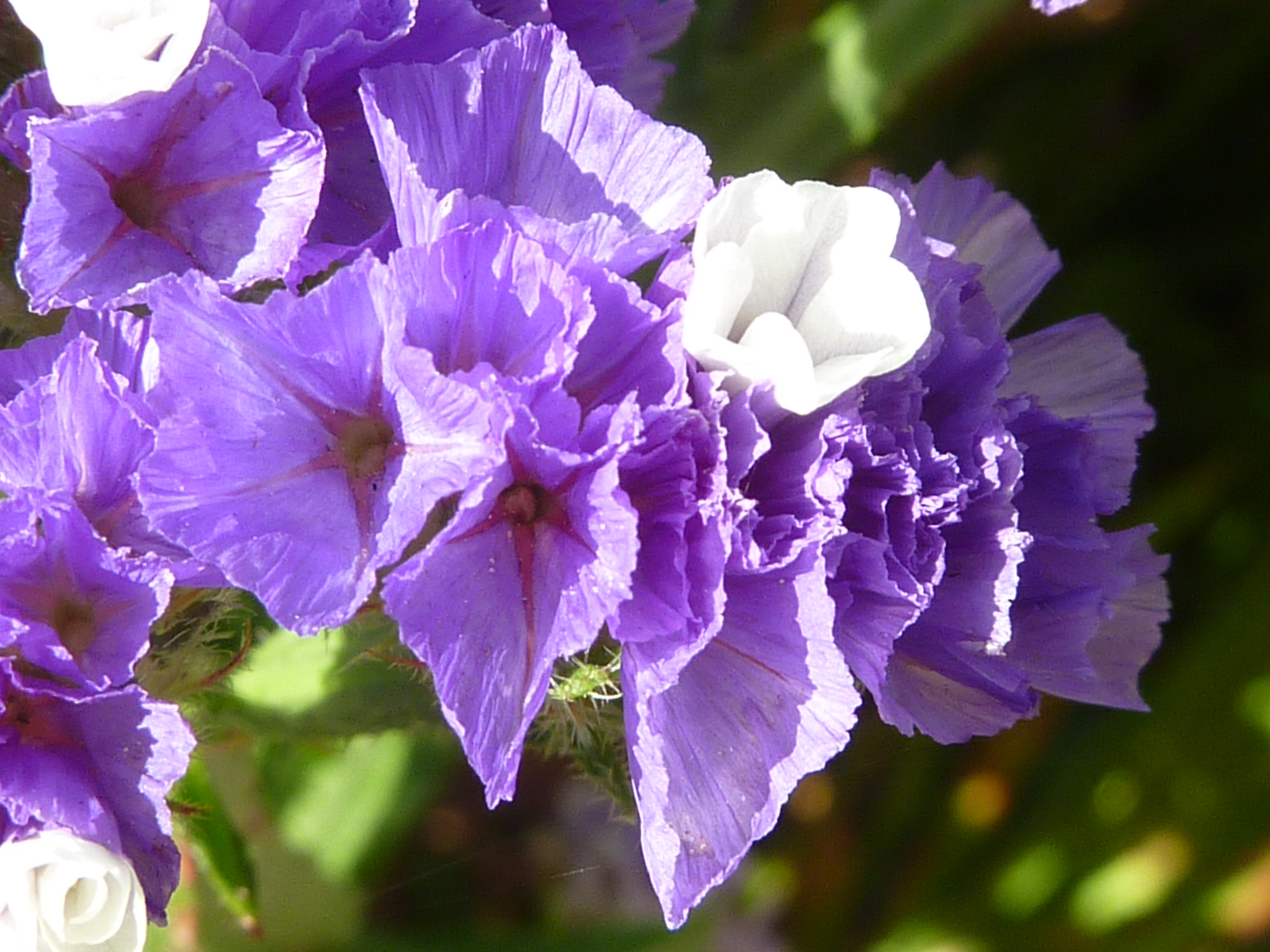
Limonka Limonium sinuatum
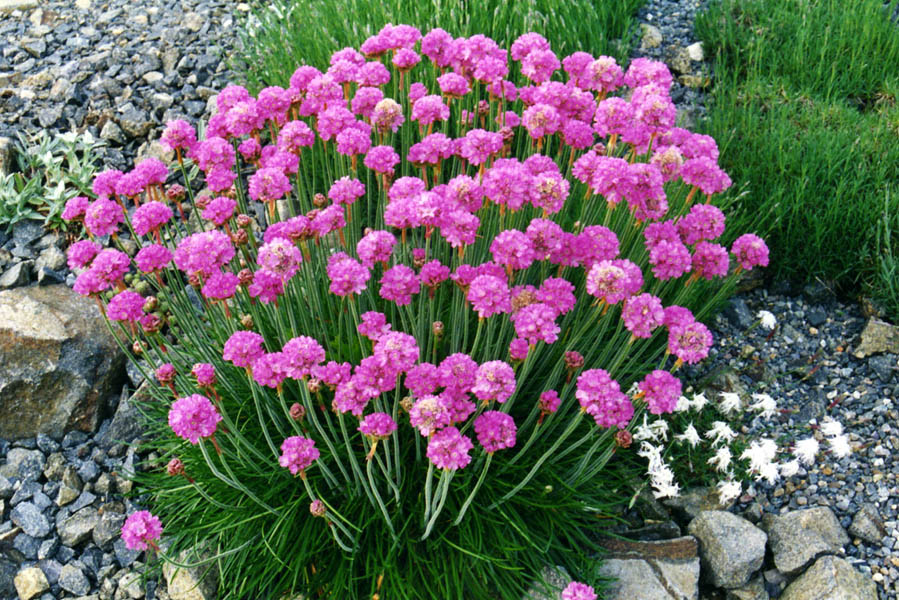
Trávnička přímořská (Armeria maritima)
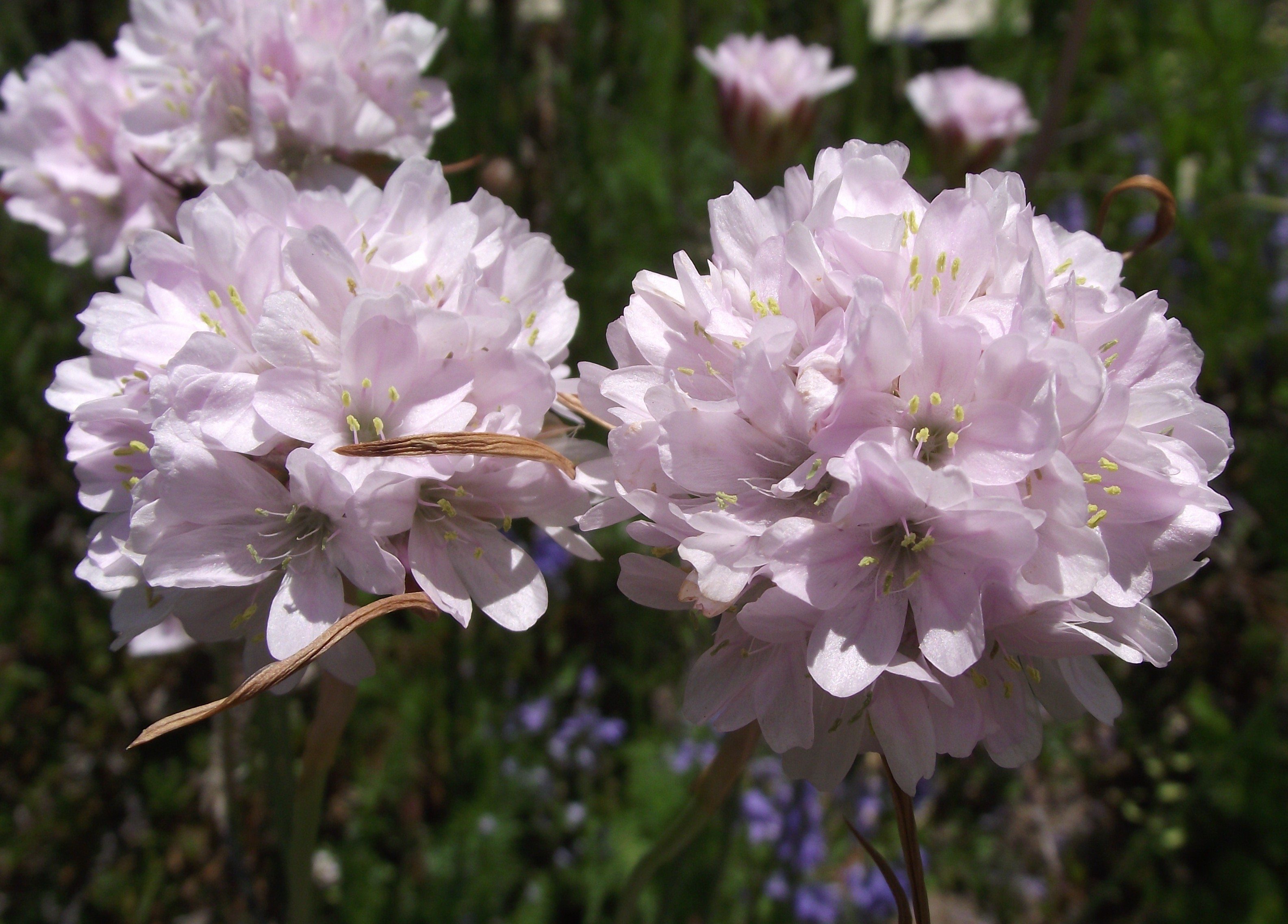
Trávnička Armeria denticulata
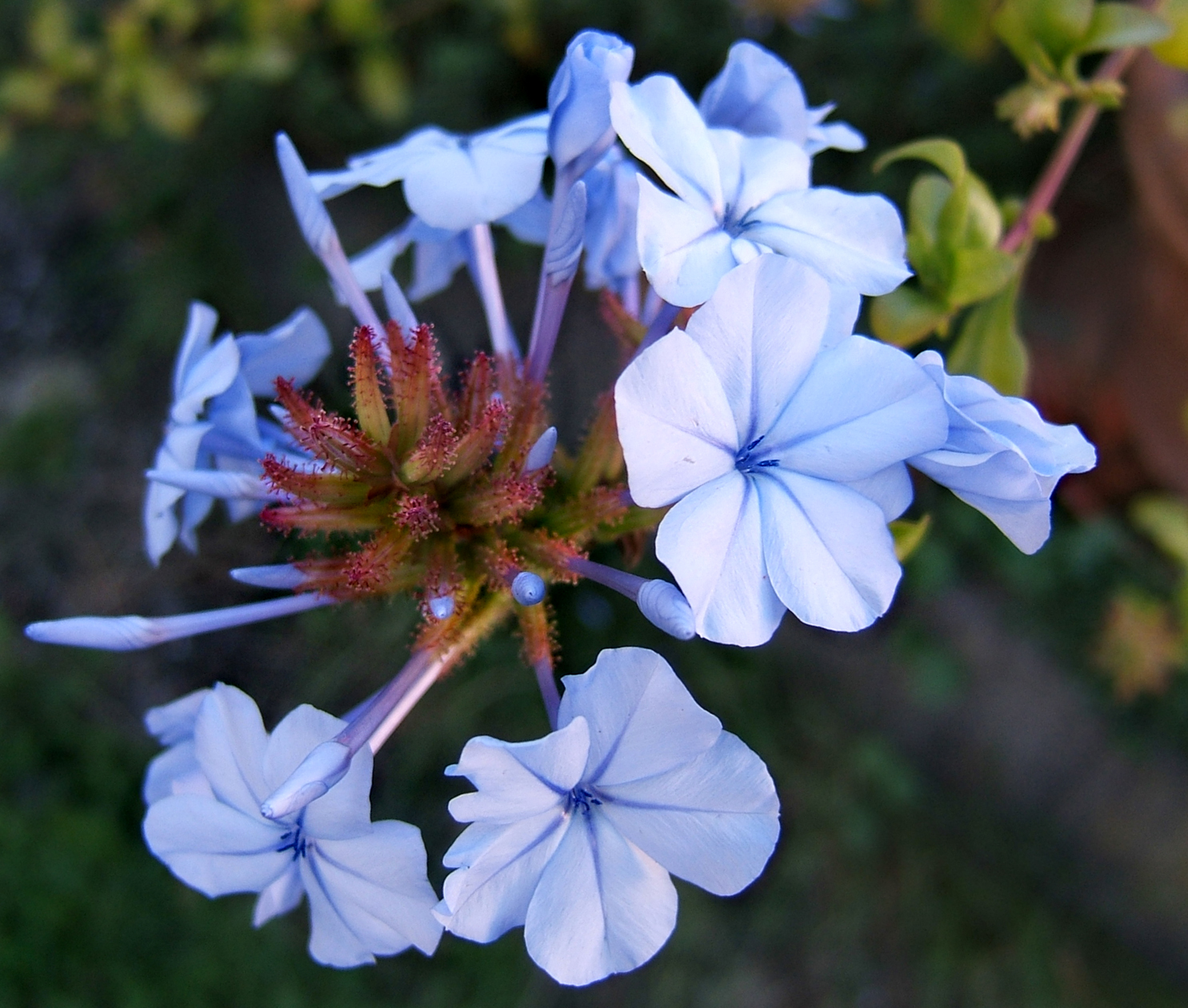
Olověnec Plumbago auriculata
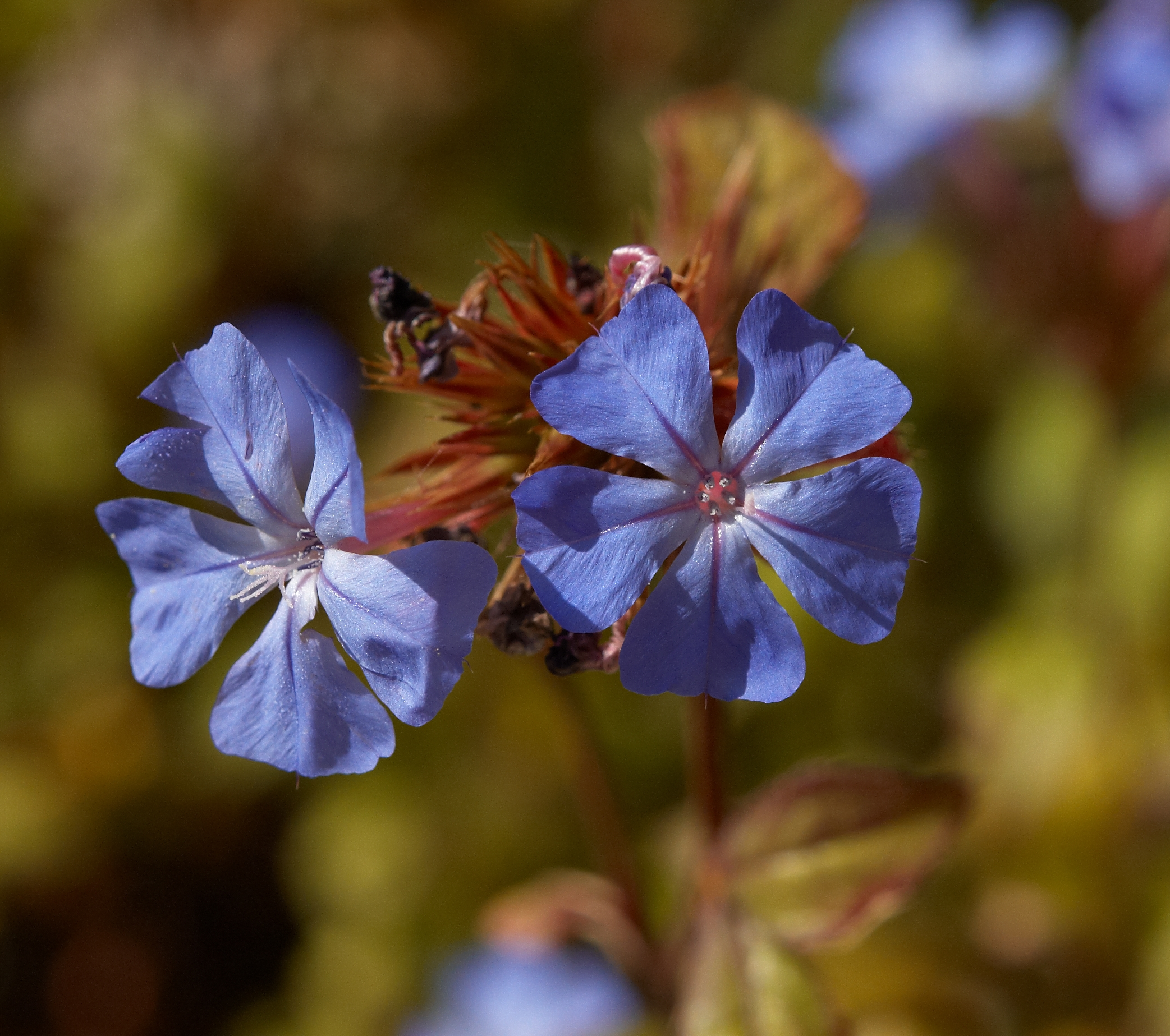
Rohovec Ceratostigma willmottianum

## Přehled rodů
Acantholimon,
Aegialitis,
Afrolimon,
Armeria,
Bakerolimon,
Bamiania,
Bukiniczia,
Cephalorhizum,
Ceratolimon,
Ceratostigma,
Chaetolimon,
Dictyolimon,
Dyerophytum,
Eremolimon,
Ghaznianthus,
Gladiolimon,
Goniolimon,
Ikonnikovia,
Limoniastrum,
Limoniopsis,
Limonium,
Muellerolimon,
Myriolimon,
Neogontscharovia,
Plumbagella,
Plumbago,
Popoviolimon,
Psylliostachys,
Saharanthus,
Vassilczenkoa